# الشرجة (حجة)
الشرجة هي إحدى قرى الجمهورية اليمنية. وهي تتبع جغرافيًا لمحافظة حجة. وإداريًا لمديرية قارة. يبلغ تعداد سكانها 1068 نسمة حسب الإحصاء الذي جرى عام 2004.